# Cold Spring (New York)
Pour les articles homonymes, voir Cold Spring.
Cold Spring est un village du comté de Putnam (New York) aux États-Unis.
Sa population était de 1 983 habitants en 2010.
Le centre du village est inscrit dans le Registre national des lieux historiques, compte-tenu de ses immeubles du XIXe siècle bien conservés.
Cold Spring est relié à la gare centrale de New York par une ligne ferroviaire de la compagnie Metro-North Railroad en environ 1 heure et 10 minutes.